# 하루, 48시간
《하루, 48시간》(영어: 48 hours a day)은 2008년에 개봉한 프랑스의 영화이다.

## 한국판 성우진(KBS)
- 장광 - 브뤼노(앙트완 드 코네)
- 차명화 - 마리안(오레 아티앙)
- 오수경 - 로라(까뜨린느 야곱)
- 황원 - 프랑수와(장-입스 샤텔라)
- 안경진 - 안나(빅토리아 아브릴)
- 임수아 - 멜리나(베르나데트 라퐁)
- 박상일 - 아르노(이브스 자끄)
- 서문석 - 필립(마티아스 믈레쿠즈)
- 이장원 - 피에르(허스키 키할)
- 민지 - 베아트리스(그웨놀라 드 루제)
- 김정아 - 뤄실(샌드린 뒤마)
- 최정호 - 베르트랑(마끄 리오폴)
- 김대중 - 루이지(지오반니 바띠스타 살리우)
- 서지연 - 코린느(플로렌스 다제마르)